# Ридо, Стефан
Стефан Ридо (фр. Stéphane Rideau; род. 25 июля 1976, Ажен, Франция) — французский актёр. 

## Биография
Стефан Ридо родился 25 июля 1976 года в городе Ажен, что в департаменте Ло и Гаронна во Франции. Карьеру Стефан начинал в спорте, играл в регби, но вскоре изменил свои намерения и стал осваивать актерское мастерство после того, как в 1993 году во время игры в регби 17-летнего Ридо заметил режиссер Андре Тешине, пригласив его на одну из главных ролей в своем фильме «Дикий тростник». За роль алжирского юноши Сержа Бартоло в 1994 году Стефан Ридо был номинирован на французскую национальную кинопремию «Сезар» как «Перспективный актёр». 
Участие Стефана Ридо в фильме «Крысятник» режиссера и сценариста Франсуа Озона принесла актеру первую известность. Он также снимался у таких режиссеров, как Гаэль Морель («Полный вперед», «Клан» и «Наш рай»), Себастьен Лифшиц («Почти ничего») и Ритхи Пань («Плотина против Тихого океана». В общем актер снялся более чем в 30-ти кино, телефильмах и сериалах. 
Стефан Ридо проживает со своей подругой, с которой воспитывает дочь.